# HOME (日本のバンド)
HOME（ホーム）は、沖縄県を拠点に活動する日本の3人組バンド。2020年結成。

## メンバー
- seigetsu (セイゲツ) - ボーカル担当。
- o-png (オーピン) - PC、トラックメイク担当。
- shun (シュン) - ギター担当。

## 概要
3人組。メンバーはそれぞれ異なる音楽的背景を持つ。異なる個性が融合し、オルタナティヴ・ロックやビートミュージックを基盤としながらも、懐かしさと新しさが同居するモダンで普遍的なJ-POPを生み出している。

## 来歴
2020年
- 沖縄県で結成。

2023年
- 8月2日、初の配信シングルとなる「Lucy」をリリース。
- 12月13日、初のEP『HOME EP』をリリース。

2024年
- 3月、『HOME EP』のリリースを記念したワンマンライブを東京と大阪で開催。
- 7月、FUJI ROCK FESTIVAL '24の「ROOKIE A GO-GO」ステージに出演。
- 8月、SUMMER SONIC 2024の大阪公演にて、新設されたPAVILION STAGEに出演。
- 10月、どんぐりずをゲストに迎えた自主企画ライブを沖縄で開催。
- 10月16日、2nd EP『HOME EP2』をリリース。
- 11月、東京・大阪でのワンマンライブを開催。

2025年
- 1月末から2月にかけて、初のアジアツアーをタイ、インドネシア、台湾の3カ国で開催[1]。
- ツアー中、タイのYouTube音楽コンテンツ「COSMOS session」、およびインドネシアの音楽映像メディア「Sounds From the Corner」のライブ企画「Di Gema Loka」に出演。「Di Gema Loka」への出演は、インドネシア国籍以外のアーティストとしては初となった。
- 6月18日、3rd EP『HOME EP3』をリリース。
- 7月、FUJI ROCK FESTIVAL '25に2年連続で出演。

## ディスコグラフィ

### 配信シングル
| 発売日         | タイトル                    | 備考                             |
| -------------- | --------------------------- | -------------------------------- |
| 2023年8月2日   | Lucy                        | 『HOME EP』からの先行シングル。  |
| 2023年11月1日  | 常時                        | 『HOME EP』からの先行シングル。  |
| 2023年11月22日 | Maybe I should die with you | 『HOME EP』からの先行シングル。  |
| 2024年5月15日  | Plastic Romance             | 『HOME EP2』からの先行シングル。 |
| 2024年8月7日   | Tell Me                     | 『HOME EP2』からの先行シングル。 |
| 2024年9月18日  | 木目                        | 『HOME EP2』からの先行シングル。 |
| 2025年4月18日  | city punk                   | 『HOME EP3』からの先行シングル。 |
| 2025年5月28日  | some candy talk             | 『HOME EP3』からの先行シングル。 |

### EP
| 発売日         | タイトル | 収録曲                                                                           |
| 配信           | 配信     | 配信                                                                             |
| -------------- | -------- | -------------------------------------------------------------------------------- |
| 2023年12月13日 | HOME EP  | 1. Lucy 2. 常時 3. 愛のうた 4. Maybe I should die with you 5. lululu             |
| 2024年10月16日 | HOME EP2 | 1. Plastic Romance 2. Tell Me 3. Memories 4. 木目 (EP Version) 5. Still Dreaming |
| 2025年6月18日  | HOME EP3 | 1. blind beliver 2. city punk 3. カマシ 4. some candy talk 5. skin               |